# Igor Klejch
Igor Klejch (28. ožujka 1964. - ) umirovljeni je slovački nogometaš, po poziciji vezni igrač. Igrao je čehoslovačke i grčke nogometne klubove.
Karijeru je započeo u slovačkom Spartaku iz Trnave, gdje je u sezoni 1990./91. Prve čehoslovačke nogometne lige igrao u 28 utakmica. Sljedeće nogometne sezone bio je najbolji strijelac Slovačke druge nogometne lige. Igrao je i za Banik iz Ostrave i Svit iz Zlína u Prvoj češkoj nogometnoj ligi, gdje je upisao 58 nastupa i pritom zabio 17 zgoditaka.
U srpnju 1995. godine potpisao je za grčki Panachaiki F.C. na tri sezone, te je u 94 odigrane utakmice zabio 25 zgoditka.
Karijeru je završio u slovačkom klubu Senica.